# Tamási
Tamási es una ciudad en el condado de Tolna en Hungría.

## Ubicación
Tamási se halla en el suroeste de Hungría, en el condado de Tolna, al oeste del Danubio, a 40 kilómetros al sur del lago Balatón. Budapest está a 140 kilómetros. 

## Historia
La región estaba poblada desde tiempos prehistóricos. Según hallazgos arqueológicos en el tiempo de los romanos el pueblo era centro de un latifundio. En la Edad Media se convirtió en el centro de latifundio de la nobleza. Durante la ocupación turca Tamási tenía un castillo de importancia menor. Después de la ocupación Tamási se convirtió en un centro regional. Como la parte del sur de Hungría era despoblada por la ocupación turca, asentaron colonos alemanes en la región. El desarrollo vertiginoso de Hungría tenía poca repercusión en Tamási, las inversiones en infraestructuras no llegaron a la región. En el siglo XX, Tamási conservó su papel central en la región, pero sigue siendo una ciudad modesta de la provincia.

## Lugares de interés
- El castillo de caza de los Esterházy
- Museo de caza
- La iglesia católica
- Baños termales y el camping
- La reserva forestal de Gyulaj